# Revuelta de Haymarket
El incidente de Haymarket, masacre de Haymarket o revuelta de Haymarket fue un hecho histórico que tuvo lugar en Haymarket Square, Chicago, Estados Unidos, el 4 de mayo de 1886 y que fue el punto álgido de una serie de protestas que desde el 1 de mayo se habían producido en respaldo a los obreros en huelga, para reivindicar la jornada laboral de 8 horas. Durante una manifestación, el dirigente sindical Rudolph Schnaubelt lanzó una bomba a la policía que intentaba disolver el acto. Esto desembocó en un juicio, años después calificado de ilegítimo y deliberadamente malintencionado, hacia ocho trabajadores anarcocolectivistas y anarcocomunistas, donde cinco de ellos fueron condenados a muerte (uno de ellos se suicidó antes de ser ejecutado) y tres fueron recluidos. Fueron denominados Mártires de Chicago por el movimiento obrero.
Posteriormente este hecho dio lugar a la conmemoración del 1 de mayo, originalmente por parte del movimiento obrero, y actualmente considerado el Día internacional de los trabajadores en la gran mayoría de los países del mundo. Dos notables excepciones, Estados Unidos y Canadá, celebran el Labor Day el primer lunes de septiembre.

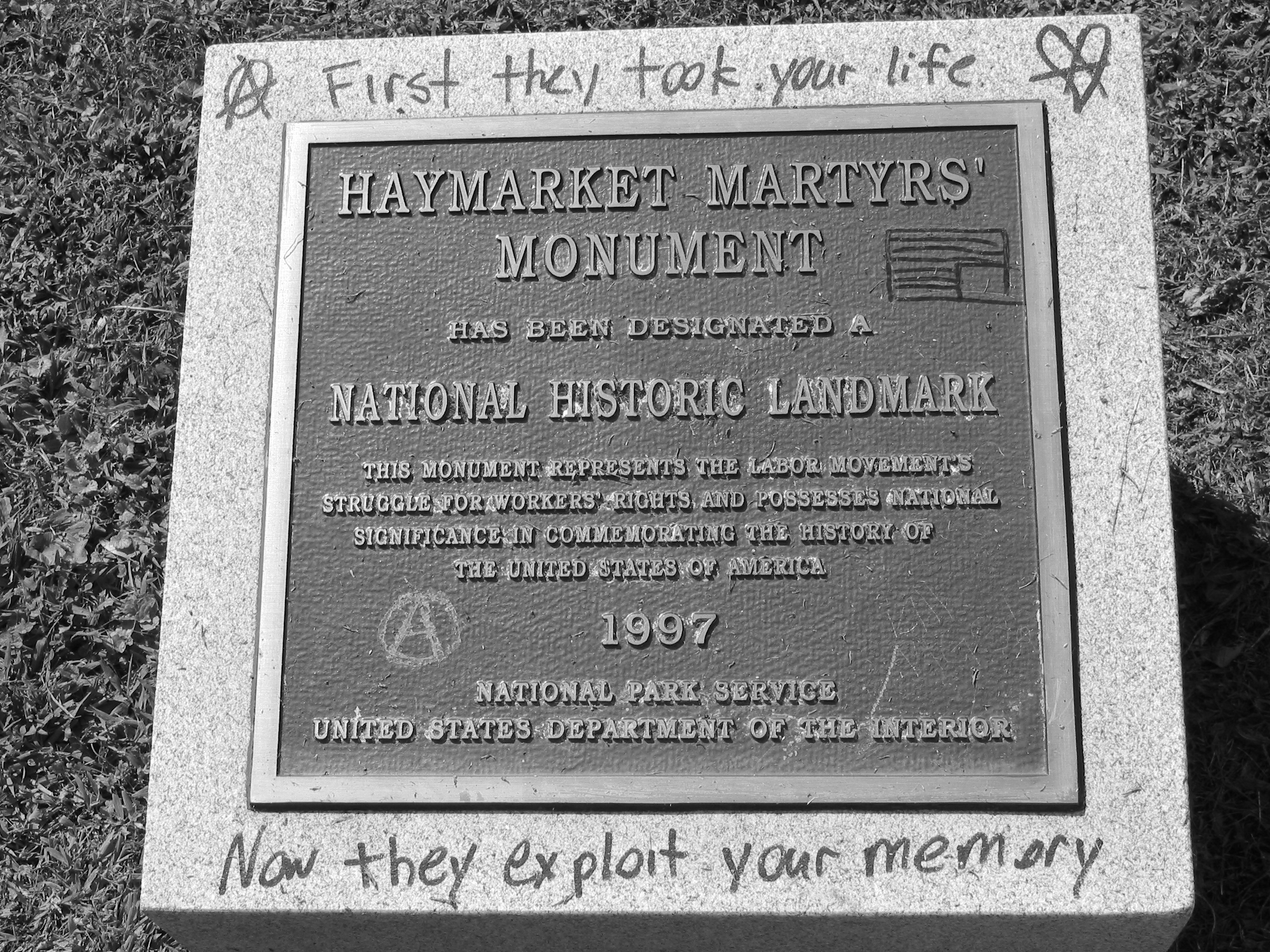
Placa conmemorativa del gobierno de Chicago en el Monumento a los Mártires de Haymarket. En rotulador, «Primero tomaron vuestras vidas, ahora explotan vuestra memoria».

## El contexto
Los hechos que dieron lugar a esta revuelta están contextualizados en los albores de la revolución industrial en los Estados Unidos. A fines del siglo XIX Chicago era la segunda ciudad de Estados Unidos. Del oeste y del sudeste llegaban cada año por ferrocarril miles de ganaderos desocupados, creando las primeras villas humildes que albergarían a cientos de miles de trabajadores. Además, estos centros urbanos acogieron a emigrantes provenientes de todo el mundo a lo largo del siglo XIX.

### La reivindicación de la jornada laboral de ocho horas

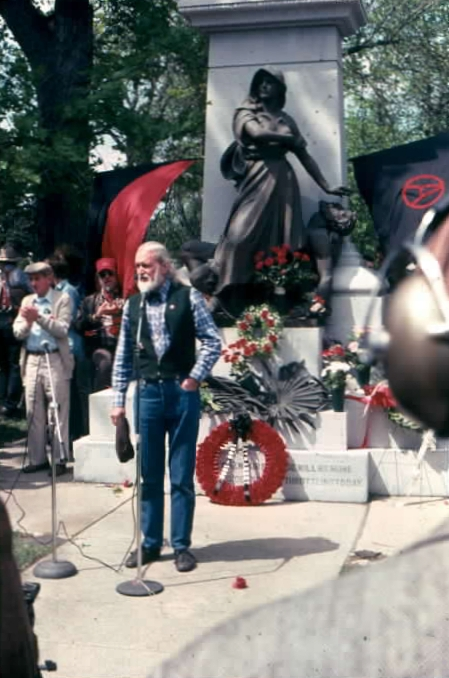
El Monumento a los Mártires de Haymarket en mayo de 1986 en el cementerio Waldheim (Chicago).

Una de las reivindicaciones básicas de los trabajadores era la jornada de ocho horas, al hacer valer la máxima «ocho horas para el trabajo, ocho horas para el sueño y ocho horas para la casa». En este contexto se produjeron varios movimientos. En 1829 se formó un movimiento para solicitar a la legislatura del estado de Nueva York la jornada de ocho horas. Anteriormente existía una ley que prohibía trabajar más de dieciocho horas, «salvo en caso de necesidad». Si no había tal necesidad, cualquier funcionario de una compañía de ferrocarril que hubiese obligado a un maquinista o fogonero a trabajar jornadas de dieciocho horas diarias debía pagar una multa de veinticinco dólares.
El movimiento sindical en Canadá inició una campaña similar a partir de 1872 a favor del día laboral limitado y de los derechos sindicales, que se consiguieron en esa década.
La mayoría de los obreros estaban afiliados a la Orden de los Caballeros del Trabajo (Noble Order of the Knights of Labor),[cita requerida] con una importante influencia anarquista, pero tenía más preponderancia la Federación Americana del Trabajo (AFL). En su cuarto congreso, realizado el 17 de octubre de 1884, había resuelto que desde el 1 de mayo de 1886 la duración legal de la jornada de trabajo debería ser de ocho horas. En caso de no obtener respuesta a este reclamo, se iría a una huelga. Recomendaba a todas las uniones sindicales que trataran de hacer promulgar leyes con ese contenido en todas sus jurisdicciones. Esta resolución despertó el interés de todas las organizaciones, que veían que la jornada de ocho horas posibilitaría una mayor cantidad de puestos de trabajo y por consiguiente menos desocupación. Esos dos años acentuaron el sentimiento de solidaridad y acrecentó la combatividad de los trabajadores en general.
En 1868, el presidente de Estados Unidos Andrew Johnson promulgó la llamada Ley Ingersoll, estableciendo las ocho horas de trabajo diarias. Al poco tiempo, diecinueve estados sancionaron leyes que permitían trabajar jornadas máximas de ocho y diez horas con cláusulas que permitían hacer trabajar a los obreros entre catorce y dieciocho horas. Las condiciones de trabajo eran similares, y las condiciones en que se vivía seguían siendo insoportables.

“Artículo 1.º La jornada de trabajo se fija en ocho horas para todos los jornaleros u obreros y artesanos que el Gobierno de los Estados Unidos o el Distrito de Columbia ocupen de hoy en adelante. Sólo se permitirá trabajar como excepción más de ocho horas diarias en casos absolutamente urgentes que puedan presentarse en tiempo de guerra o cuando sea necesario proteger la propiedad o la vida humana. Sin embargo, en tales casos el trabajo suplementario se pagará tomando como base el salario de la jornada de ocho horas. Este no podrá ser jamás inferior al salario que se paga habitualmente en la región. Los jornaleros, obreros y artesanos ocupados por contratistas o subcontratistas de trabajos por cuenta del Gobierno de los Estados Unidos o del Distrito de Columbia serán considerados como empleados del Gobierno o del Distrito de Columbia. Los funcionarios del Estado que deban efectuar pagos por cuenta del Gobierno a los contratistas o subcontratistas deberán cerciorarse, antes de pagar, de que los contratistas o subcontratistas hayan cumplido sus obligaciones hacia sus obreros; no obstante, el Gobierno no será responsable del salario de los obreros.

Artículo 2.º Todos los contratos que se concerten en adelante por el Gobierno de los Estados Unidos o por su cuenta (o por el Distrito de Columbia, o por su cuenta), con cualquier corporación o persona, se basarán en la jornada de ocho horas, y todo contratista que exigiere o permitiere a sus obreros trabajar más de ocho horas por día estará contraviniendo la ley, salvo los casos de fuerza mayor previstos en el artículo 1.º.

Artículo 3.º Los que contravengan a sabiendas esta prescripción serán pasibles de una multa de 50 a 1.000 dólares, o hasta de seis meses de prisión, o de ambas penas conjuntamente”.
Ley Ingersoll de 25 de junio de 1868

Como la Ley Ingersoll no se cumplió, las organizaciones laborales y sindicales de Estados Unidos se movilizaron. La prensa calificaba el movimiento en demanda de las ocho horas de trabajo como «indignante e irrespetuoso», «delirio de lunáticos poco patriotas», manifestando que era «lo mismo que pedir que se pague un salario sin cumplir ninguna hora de trabajo».[cita requerida]

## Los hechos

### La convocatoria de huelga
En 1886, el presidente Andrew Johnson promulgó la llamada ley Ingersoll, por la cual se establecía la jornada de ocho horas (esto, ante las 10, 12 y 14 horas). De estas jornadas tampoco estaban excluidos los miles de niños, ni las mujeres a quienes se les pagaban salarios inferiores.
La Noble Orden de los Caballeros del Trabajo (la principal organización de trabajadores en Estados Unidos) remitió una circular a todas las organizaciones adheridas donde manifestaba: «Ningún trabajador adherido a esta central debe hacer huelga el 1° de mayo, ya que no hemos dado ninguna instrucción al respecto»[cita requerida]. Este comunicado fue rechazado de plano por todos los trabajadores de EE. UU. y Canadá, quienes repudiaron a los dirigentes de la Noble Orden por traidores al movimiento obrero.
En la prensa del día anterior a la huelga, el 29 de abril de 1886, se podía leer: «Además de las ocho horas, los trabajadores van a exigir todo lo que puedan sugerir los más locos anarquistas». El New York Times decía: 

Las huelgas para obligar al cumplimiento de las ocho horas pueden hacer mucho para paralizar nuestra industria, disminuir el comercio y frenar la renaciente prosperidad de nuestra nación, pero no lograrán su objetivo.

El Philadelphia Telegram escribía: 

El elemento laboral ha sido picado por una especie de tarántula universal y se ha vuelto loco de remate: piensa precisamente en estos momentos iniciar una huelga por el logro del sistema de ocho horas.

El Indianapolis Journal afirmaba: 

Los desfiles callejeros, las banderas rojas, las fogosas arengas de truhanes y demagogos que viven de los impuestos de hombres honestos pero engañados, las huelgas y amenazas de violencia, señalan la iniciación del movimiento.

### 1 de mayo, inicio de la huelga
El 1 de mayo de 1886, 200 000 trabajadores empezaron la huelga, mientras que otros 200 000 obtenían esa conquista con la simple amenaza de paro.
En Chicago, donde las condiciones de los trabajadores eran mucho peores que en otras ciudades del país, las movilizaciones siguieron en los días 2 y 3 de mayo. La única fábrica que trabajaba era la fábrica de maquinaria agrícola McCormick, que estaba en huelga desde el 16 de febrero porque querían descontar a los obreros una cantidad para la construcción de una iglesia[cita requerida]. La producción se mantenía a base de esquiroles. El día 2 la policía había disuelto violentamente[cita requerida] una manifestación de más de 50 000 personas y el día 3 se celebraba una concentración en frente de sus puertas. Cuando estaba en la tribuna el anarquista August Spies, sonó la sirena de salida de un turno de rompehuelgas. Los concentrados se lanzaron sobre los esquiroles, comenzando una pelea campal. Una compañía de policías, sin aviso alguno, procedió a disparar a quemarropa sobre la gente, causando seis muertos y varias decenas de heridos.
Adolph Fischer, redactor del periódico Arbeiter Zeitung, corrió hacia la imprenta del periódico para imprimir 25 000 octavillas (hecho que luego se utilizaría como principal prueba acusatoria en el juicio que lo llevó a la horca). Las mismas proclamaban:

Trabajadores: la guerra de clases ha comenzado. Ayer, frente a la fábrica McCormick, se fusiló a los obreros. ¡Su sangre pide venganza!
¿Quién podrá dudar ya que los chacales que nos gobiernan están ávidos de sangre trabajadora? Pero los trabajadores no son un rebaño de carneros. ¡Al terror blanco respondamos con el terror rojo! Es preferible la muerte que la miseria.
Si se fusila a los trabajadores, respondamos de tal manera que los amos lo recuerden por mucho tiempo.
Es la necesidad lo que nos hace gritar: ¡A las armas!
Ayer, las mujeres y los hijos de los pobres lloraban a sus maridos y a sus padres fusilados, en tanto que en los palacios de los ricos se llenaban vasos de vino costoso y se bebía a la salud de los bandidos del orden...
¡Secad vuestras lágrimas, los que sufrís!
¡Tened coraje, esclavos! ¡Levantaos!

[cita requerida]
La proclama terminaba convocando un acto de protesta para el día siguiente, el 4 de mayo, a las cuatro de la tarde, en Haymarket Square. Se consiguió un permiso del alcalde Harrison para celebrar un acto a las 19.30.

### 4 de mayo, día de la revuelta

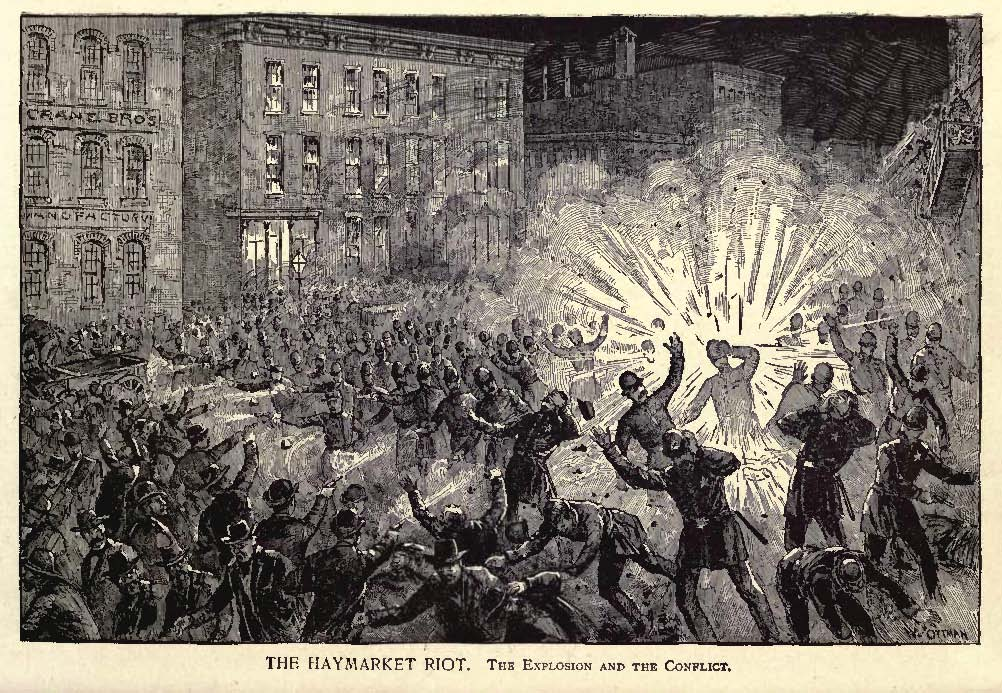
Grabado que muestra la explosión en la Revuelta de Haymarket.

El 4 de mayo a las 21:30, el alcalde, quien había estado presente en el acto de Haymarket Square para garantizar la seguridad de los obreros, dio por terminado este. Pero el mismo siguió con gran parte de la concurrencia (más de 20 000 personas). El inspector de la policía, John Bonfield, consideró que habiendo terminado el acto no debía permitir que los obreros siguieran en ese lugar, y junto a 180 policías uniformados avanzó hacia el parque y empezó a reprimirlos. De repente estalló entre los policías un artefacto explosivo que mató a un oficial de nombre Degan y produjo heridas en otros. La policía abrió fuego sobre la multitud, matando e hiriendo a un número desconocido de obreros. Se declaró el estado de sitio y el toque de queda, y en los días siguientes se detuvo a centenares de obreros, los cuales fueron golpeados y torturados, acusados del asesinato del policía. Se realizaron cantidad de allanamientos y se descubrieron arsenales de armas, municiones, escondites secretos y hasta un molde para fabricar torpedos navales[cita requerida].

### La campaña de prensa
La prensa en general se plegó a la represión y realizó una campaña apoyando y animando la misma con columnas como esta: 

Qué mejores sospechosos que la plana mayor de los anarquistas. ¡A la horca los brutos asesinos, rufianes rojos comunistas, monstruos sanguinarios, fabricantes de bombas, gentuza que no son otra cosa que el rezago de Europa que buscó nuestras costas para abusar de nuestra hospitalidad y desafiar a la autoridad de nuestra nación, y que en todos estos años no han hecho otra cosa que proclamar doctrinas sediciosas y peligrosas![cita requerida]

La prensa reclamaba un juicio sumario por parte de la Corte Suprema, responsabilizando a ocho anarquistas y a todas las figuras prominentes del movimiento obrero. Se continuó con la detención de cientos de trabajadores en calidad de sospechosos.[cita requerida]

## El juicio
El 21 de junio de 1886 se inició la causa contra 31 responsables, siendo luego reducido el número a ocho. Pese a que el juicio fue en todo momento una farsa y se celebró sin respetar norma procesal alguna, la prensa amarilla sostenía la culpabilidad de todos los acusados y la necesidad de ahorcar a los extranjeros.[cita requerida] Aunque nada pudo probarse en su contra, los ocho de Chicago fueron declarados culpables, acusados de ser enemigos de la sociedad y el orden establecido. Tres de ellos fueron condenados a prisión y cinco a la horca.
En la actualidad se considera que su juicio estuvo motivado por razones políticas y no por razones jurídicas, es decir, se juzgó su orientación política libertaria y su condición de obreros rebeldes, mas no el incidente en sí mismo.
El anarquista Alexander Berkman comentó que "no se ha escenificado nunca una parodia de la justicia más colosal que el juicio de esos hombres". Asimismo, John P. Altgeld, gobernador de Illinois, declaró que "los hombres ejecutados habían sido víctimas de un complot de los empresarios, los tribunales y la policía".

## Las condenas

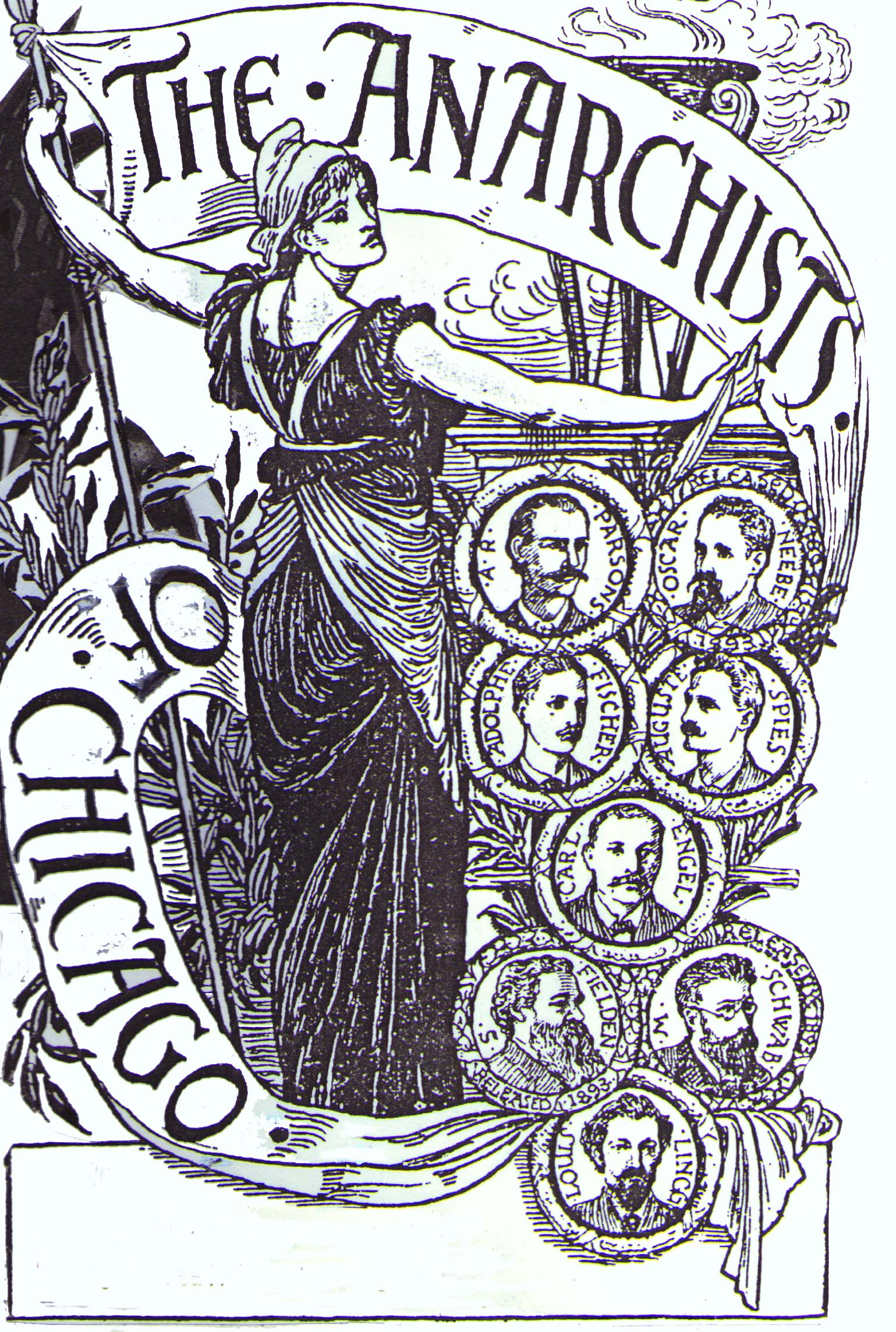
Afiche en simpatía a los anarquistas de Chicago, por Walter Crane.

### Prisión
- Samuel Fielden (inglés, 39 años, pastor metodista y obrero textil, condenado a cadena perpetua).
- Oscar Neebe (estadounidense, 36 años, vendedor, condenado a quince años de trabajos forzados).
- Michael Schwab (alemán, 33 años, tipógrafo, condenado a cadena perpetua):

Hablaré poco, y seguramente no despegaría los labios si mi silencio no pudiera interpretarse como un cobarde asentimiento a la comedia que se acaba de desarrollar. Lo que aquí se ha procesado es la anarquía, y la anarquía es una doctrina hostil opuesta a la fuerza bruta, al sistema de producción criminal y a la distribución injusta de la riqueza. Ustedes y sólo ustedes son los agitadores y los conspiradores.
Michael Schwab

### Pena capital
El 11 de noviembre de 1887 se consumó la ejecución de:
- George Engel (alemán, 50 años, tipógrafo).
- Adolph Fischer (alemán, 30 años, periodista):

Solamente tengo que protestar contra la pena de muerte que me imponen porque no he cometido crimen alguno... pero si he de ser ahorcado por profesar mis ideas anarquistas, por mi amor a la libertad, a la igualdad y a la fraternidad, entonces no tengo inconveniente. Lo digo bien alto: dispongan de mi vida.
Adolph Fischer

- Albert Parsons (estadounidense, 39 años, periodista, esposo de la mexicana Lucy González Parsons, aunque se probó que no estuvo presente en el lugar, se entregó para estar con sus compañeros y fue juzgado igualmente):

El principio fundamental de la anarquía es la abolición del salario y la sustitución del actual sistema industrial y autoritario por un sistema de libre cooperación universal, el único que puede resolver el conflicto que se prepara. La sociedad actual sólo vive por medio de la represión, y nosotros hemos aconsejado una revolución social de los trabajadores contra este sistema de fuerza. Si voy a ser ahorcado por mis ideas anarquistas, está bien: mátenme.
Albert Parsons

- August Vincent Theodore Spies (alemán, 31 años, periodista):

Honorable juez, mi defensa es su propia acusación, mis pretendidos crímenes son su historia. [...] Puede sentenciarme, pero al menos que se sepa que en el estado de Illinois ocho hombres fueron sentenciados por no perder la fe en el último triunfo de la libertad y la justicia.
August Spies

- Louis Lingg (alemán, 22 años, carpintero), para no ser ejecutado se suicidó en su propia celda:

No, no es por un crimen por lo que nos condenan a muerte, es por lo que aquí se ha dicho en todos los tonos: nos condenan a muerte por la anarquía, y puesto que se nos condena por nuestros principios, yo grito bien fuerte: ¡soy anarquista! Los desprecio, desprecio su orden, sus leyes, su fuerza, su autoridad. ¡Ahórquenme!
Louis Lingg

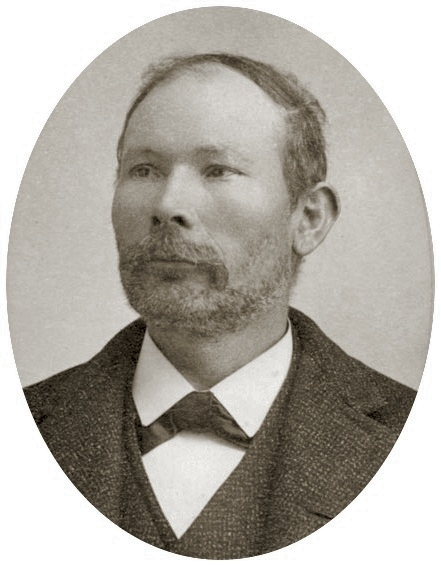
George Engel
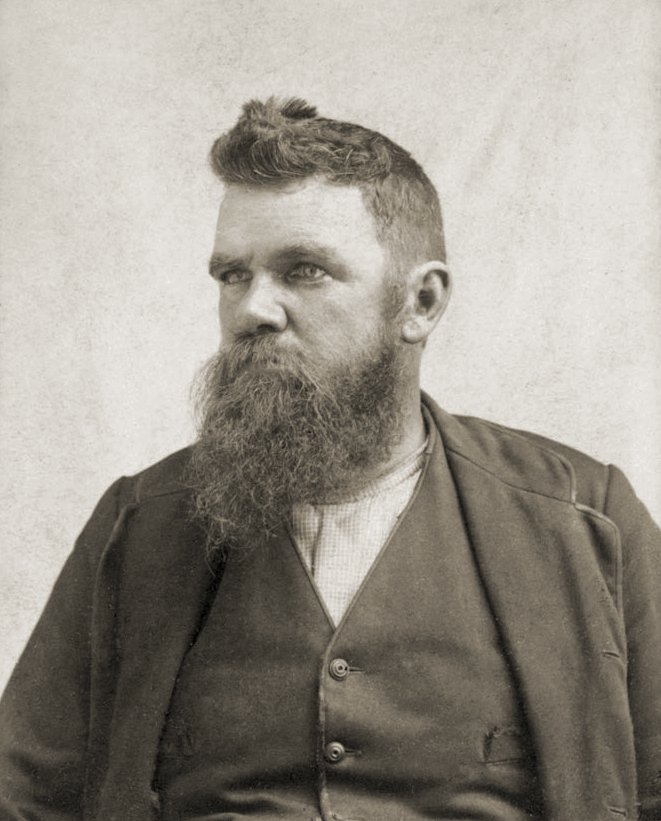
Samuel Fielden
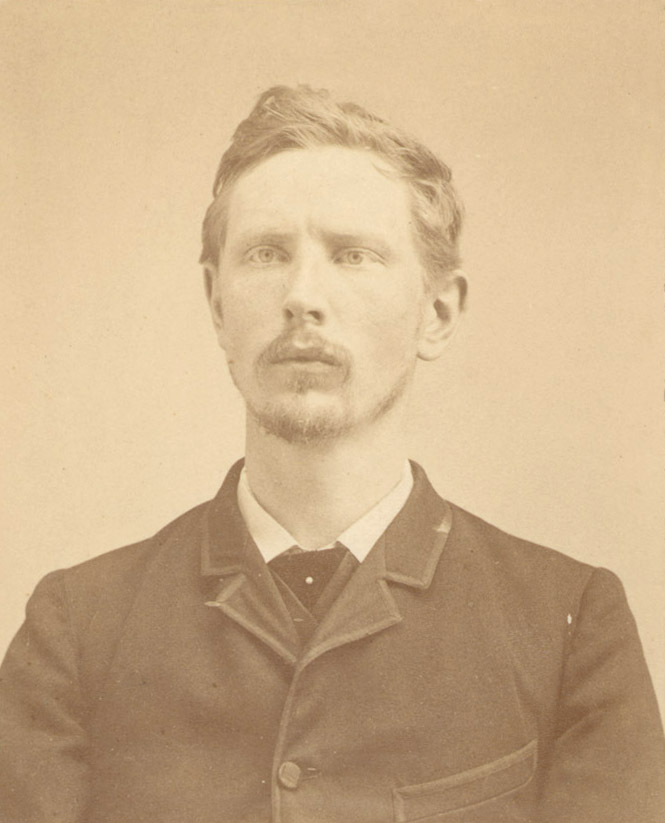
Adolph Fischer
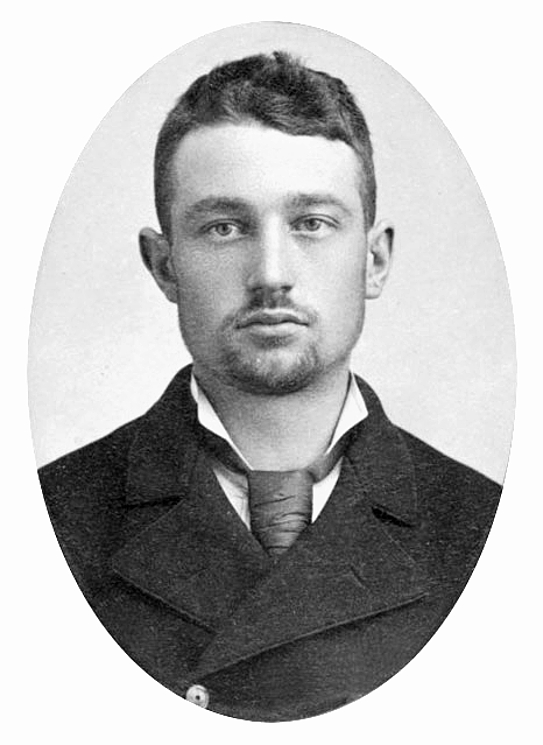
Louis Lingg
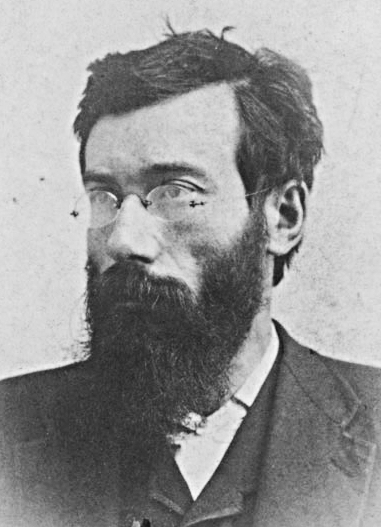
Michael Schwab
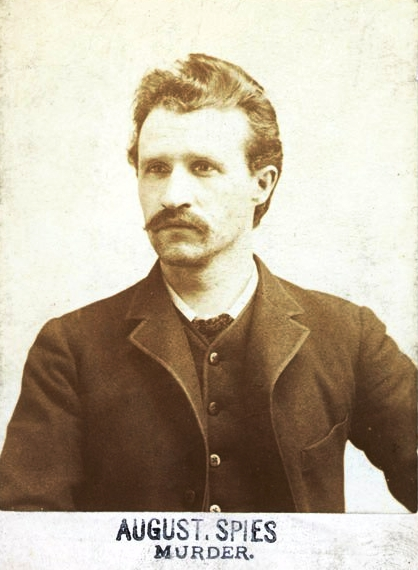
August Spies
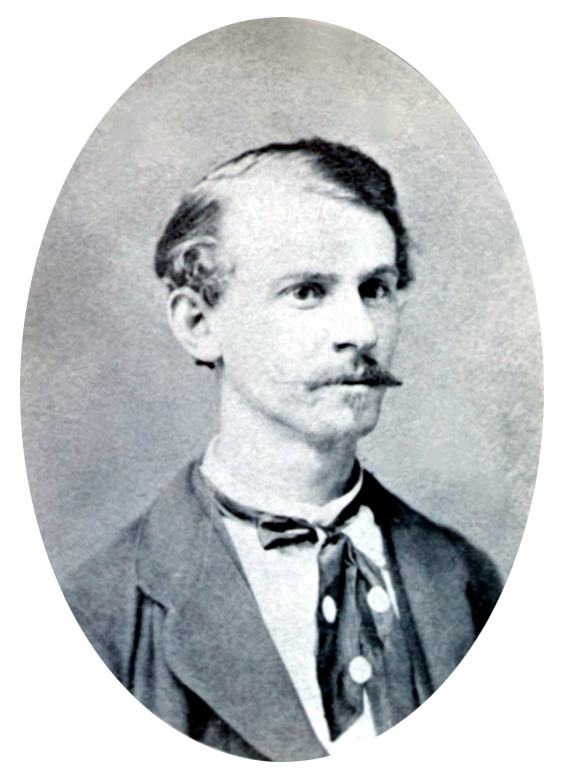
Albert Parsons
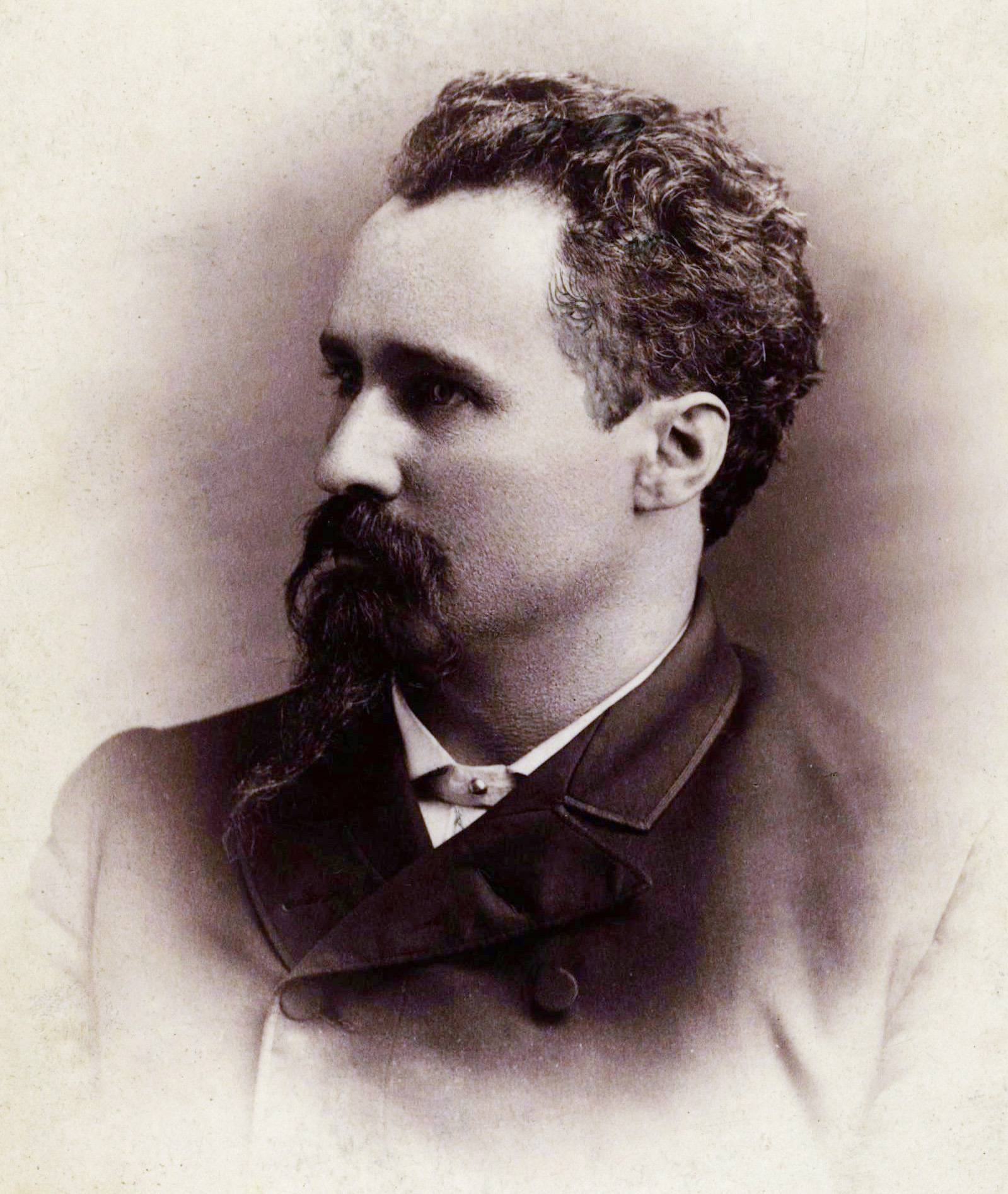
Oscar Neebe

Relato de la ejecución por José Martí, corresponsal en Chicago del periódico La Nación de Buenos Aires:

... salen de sus celdas. Se dan la mano, sonríen. Les leen la sentencia, les sujetan las manos por la espalda con esposas, les ciñen los brazos al cuerpo con una faja de cuero y les ponen una mortaja blanca como la túnica de los catecúmenos cristianos. Abajo está la concurrencia, sentada en hilera de sillas delante del cadalso como en un teatro... Firmeza en el rostro de Fischer, plegaria en el de Spies, orgullo en el del Parsons, Engel hace un chiste a propósito de su capucha, Spies grita: «La voz que vais a sofocar será más poderosa en el futuro que cuantas palabras pudiera yo decir ahora». Les bajan las capuchas, luego una seña, un ruido, la trampa cede, los cuatro cuerpos caen y se balancean en una danza espantable...
José Martí

### Indulto y reconocimiento oficial del error judicial
El 26 de junio de 1893, el gobernador de Illinois, John Peter Altgeld, indultó a los tres condenados que no habían sido ejecutados: Samuel Fielden, Oscar Neebe y Michel Schwab. El gobernador Altgeld calificó las condenas y las ejecuciones como el resultado de la "histeria, jurados empaquetados y un juez parcial", haciendo notar que la acusación fiscal "nunca descubrió quién había tirado la bomba que mató al policía y la evidencia no muestra ninguna conexión entre los acusados y el hombre que la tiró". Altgeld también culpó al gobierno de la ciudad de Chicago por permitir que la agencia de seguridad Pinkerton utilizara sistemáticamente armas de fuego para reprimir las huelgas.

## Monumentos

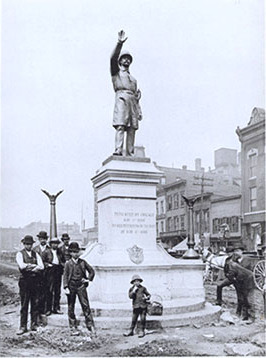
Trabajadores terminan de instalar un monumento a la policía de Chicago, 1889.
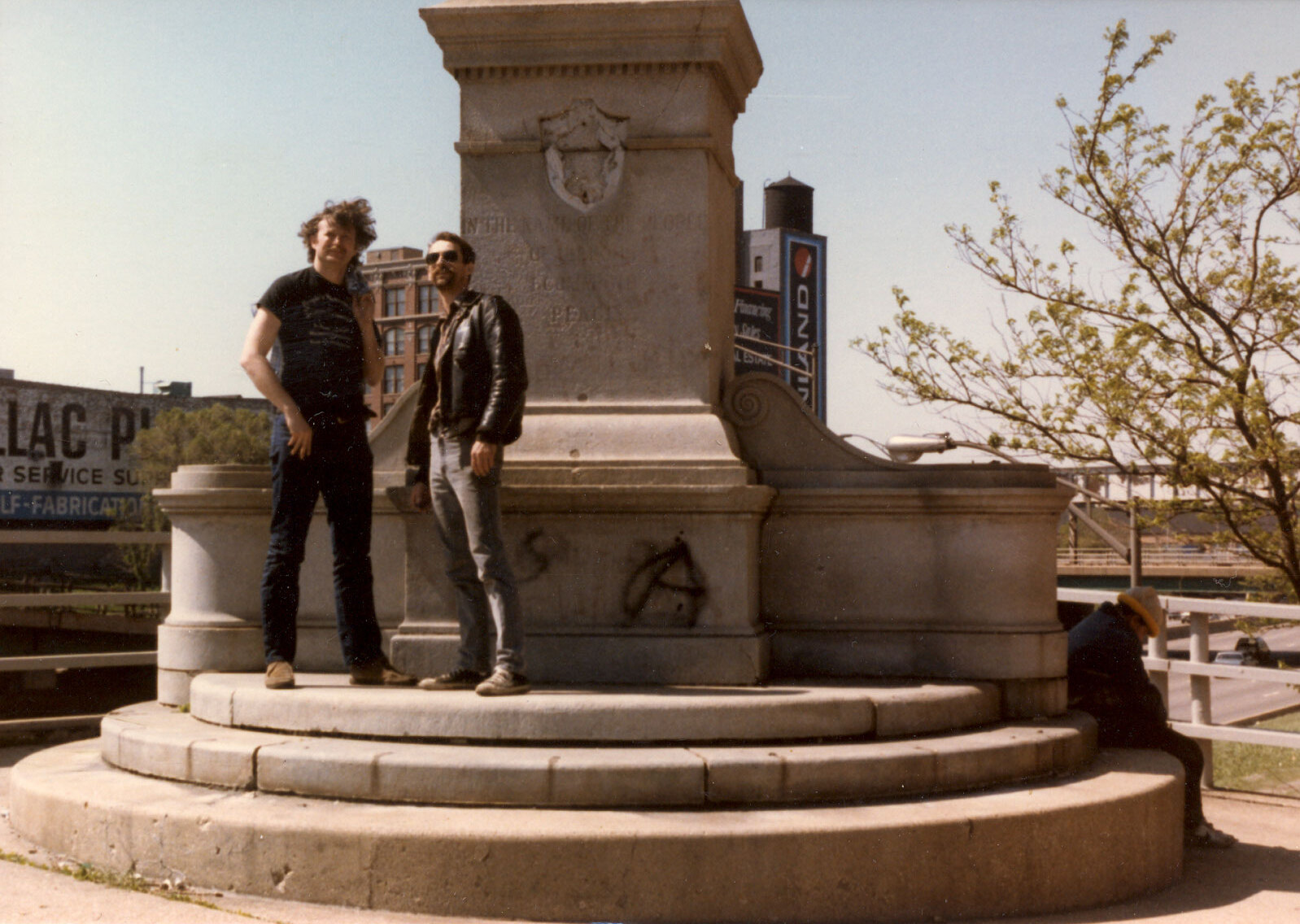
El pedestal sin estatua en 1986. Actualmente el pedestal ha sido eliminado.
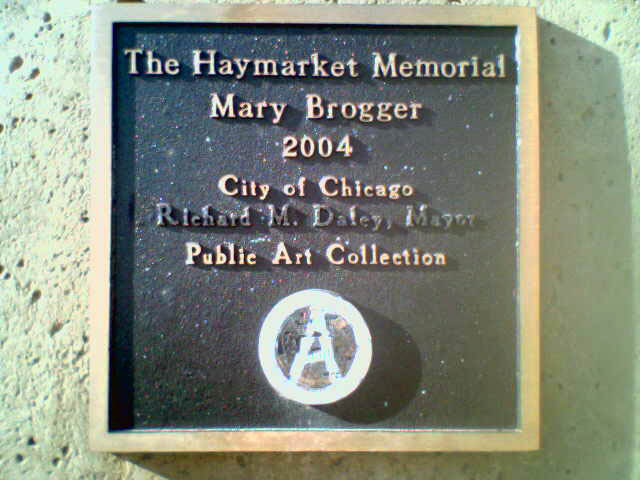
Placa del pedestal de la escultura del Haymarket Memorial. Nótese que el nombre del alcalde ha sido borrado y el sello de la ciudad cubierto con una a circulada

### Enciclopedia de Chicago
- Haymarket and May Day (en inglés)
- Haymarket Riot Monument, 1889 (en inglés)
- Haymarket Monument, Waldheim Cemetery (en inglés)
- Haymarket Memorial, 2005 (en inglés)

- Datos: Q214148
- Multimedia: Haymarket Riot / Q214148